# Tauraco
A Tauraco a madarak osztályának a turákóalakúak (Musophagiformes) rendjébe tartozó turákófélék (Musophagidae) családjába tartozó nem.
Korábbi rendszertanok, a család más nemeivel együtt a kakukkalakúak rendjébe sorolták.

## Előfordulásuk
Afrikában a Szahara alatti területeken honosak.

## Rendszerezés
A nembe az alábbi 14 faj tartozik:
- perzsa turákó (Tauraco persa)
- feketecsőrű turákó (Tauraco schuettii)
- marai zöldturákó (Tauraco schalowi)
- Fischer-turákó (Tauraco fischeri)
- Livingstone-turákó (Tauraco livingstonii)
- sisakos turákó (Tauraco corythaix)
- Bannerman-turákó (Tauraco bannermani)
- angolai turákó (Tauraco erythrolophus)
- sárgacsőrű turákó (Tauraco macrorhynchus)
- fehérfülű turákó (Tauraco leucotis)
- Ruspoli-turákó (Tauraco ruspolii)
- kéksapkás turákó (Tauraco hartlaubi)
- fehérbóbitás turákó (Tauraco leucolophus)
- lilasapkás turákó (Tauraco porphyreolophus vagy Musophaga porphyreolopha)

## Képek

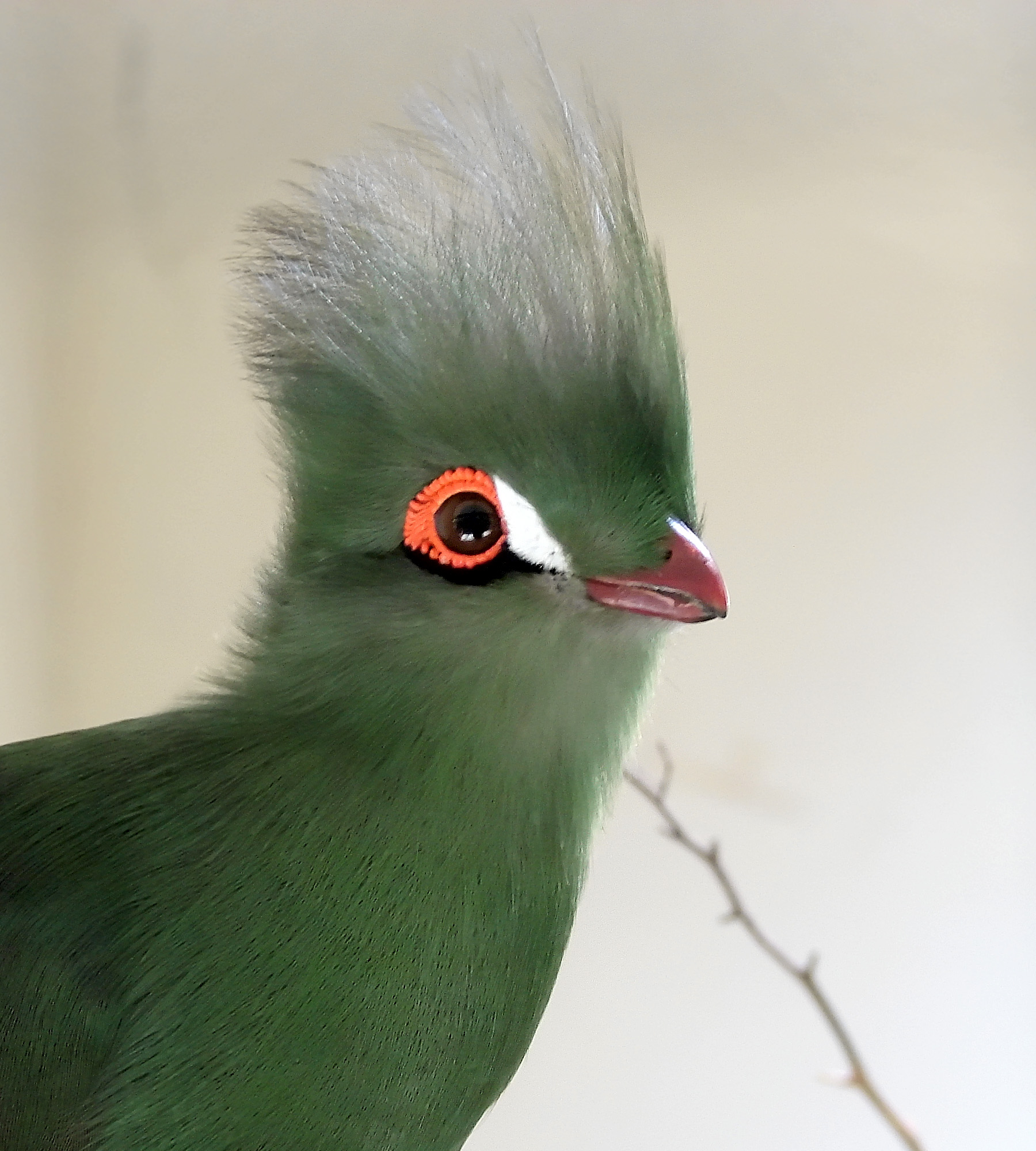
Perzsa turákó (Tauraco persa)
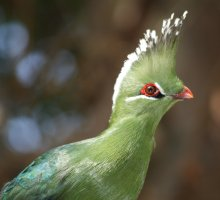
Livingstone-turákó (Tauraco livingstonii)
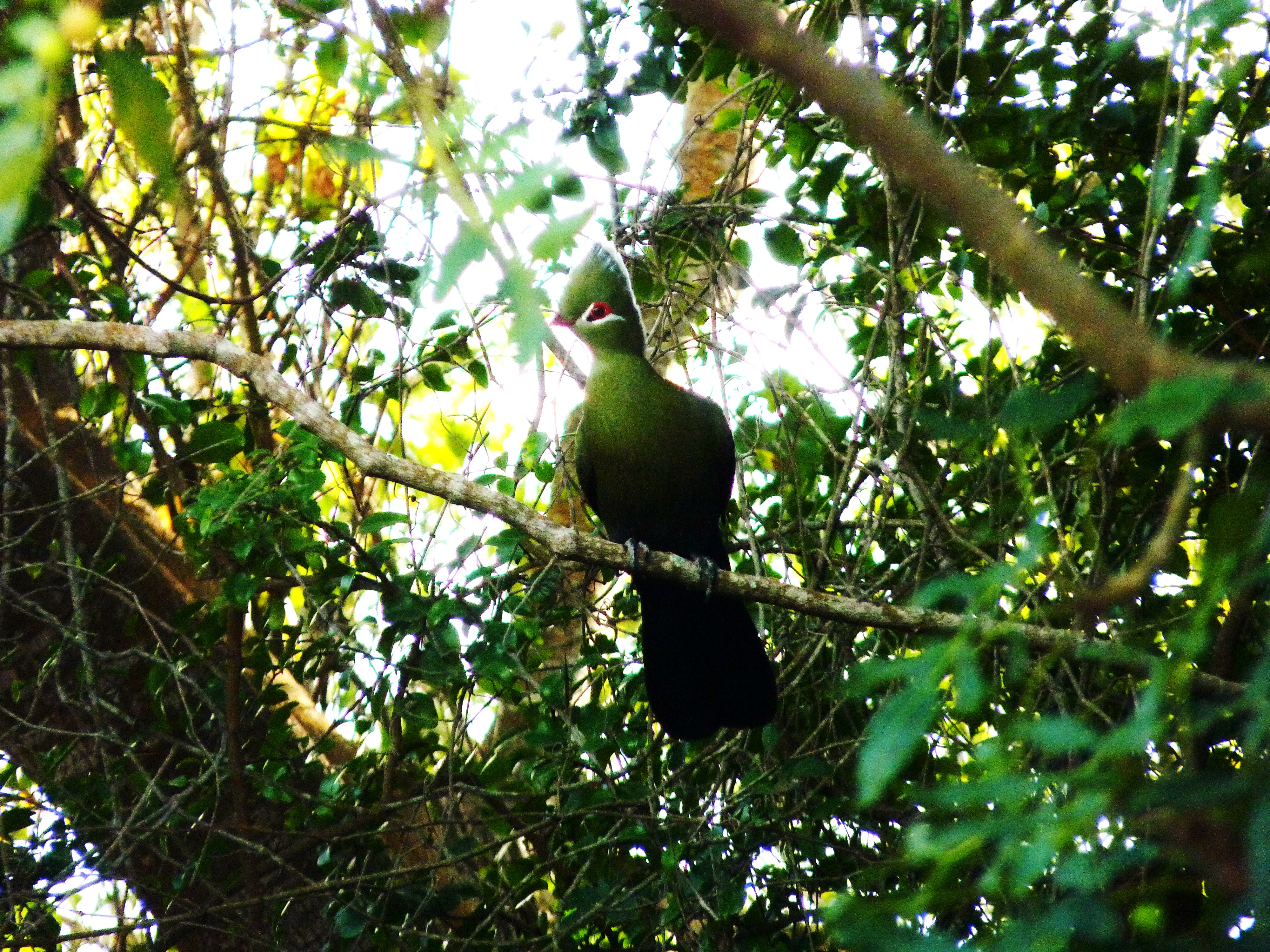
Sisakos turákó (Tauraco corythaix)
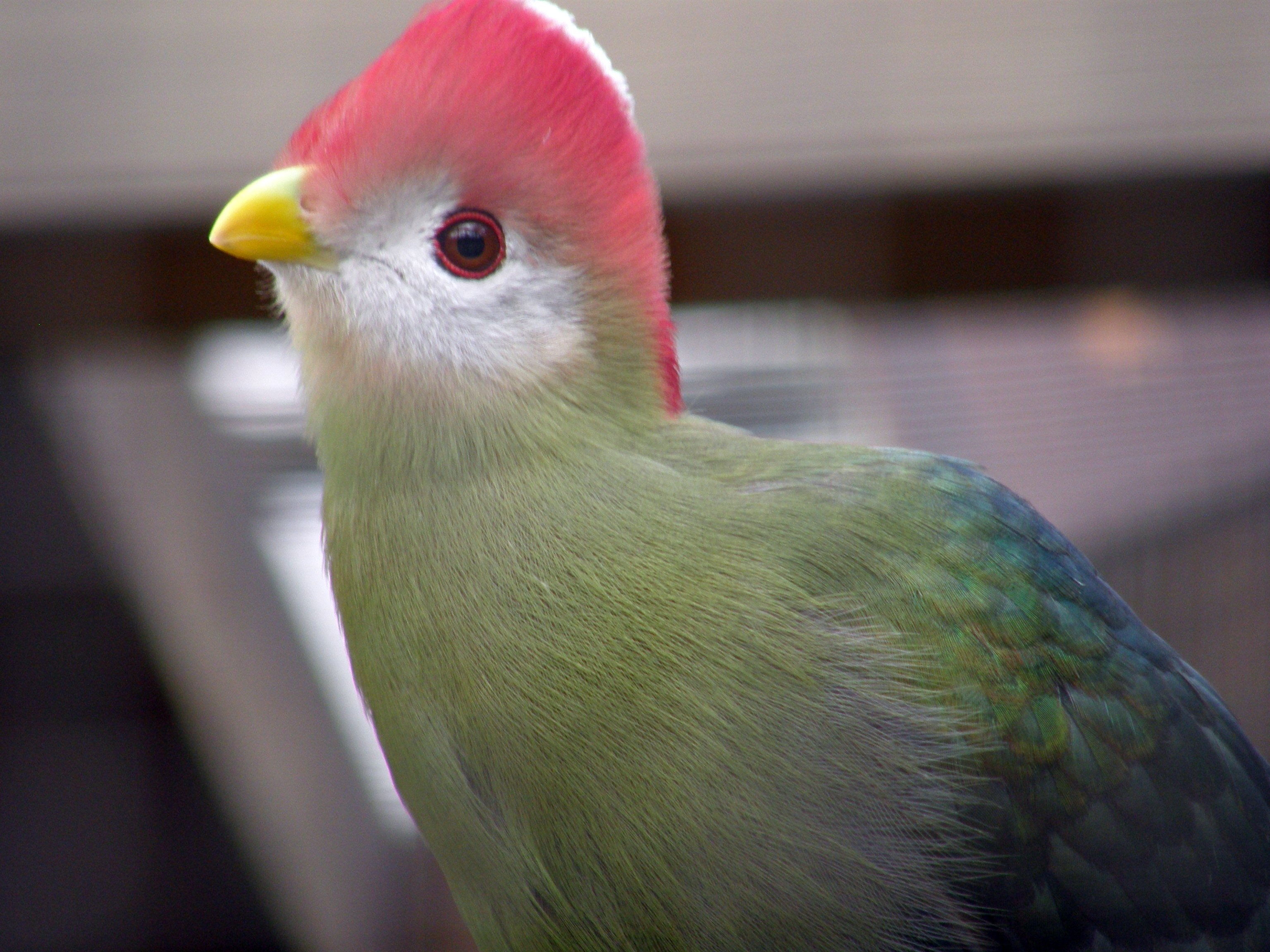
Angolai turákó (Tauraco erythrolophus)
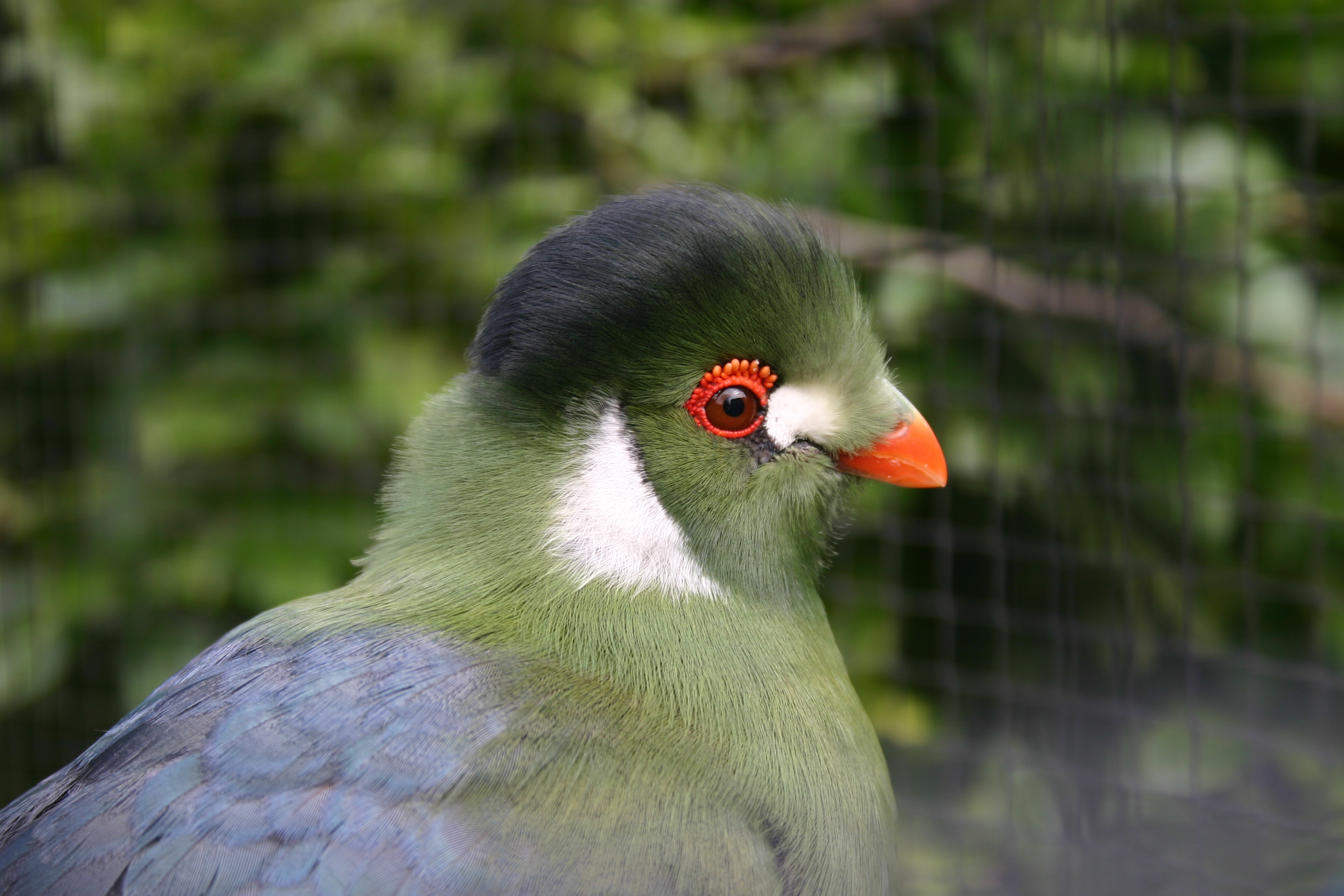
Fehérfülű turákó (Tauraco leucotis)
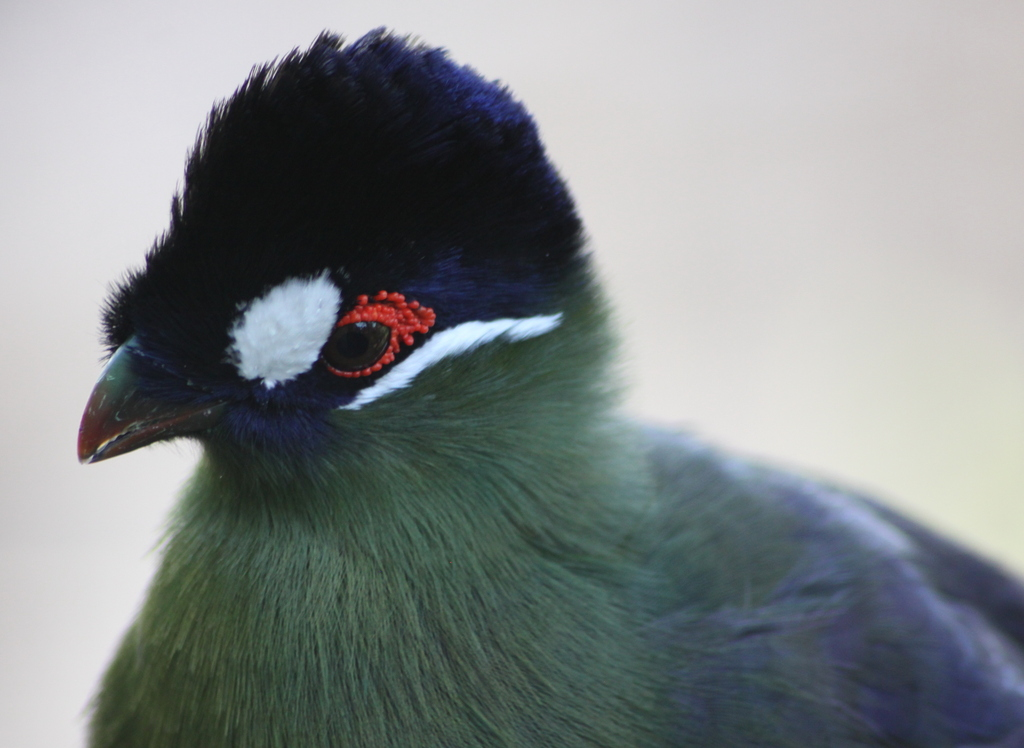
Kéksapkás turákó (Tauraco hartlaubi)